# Christian Tobin

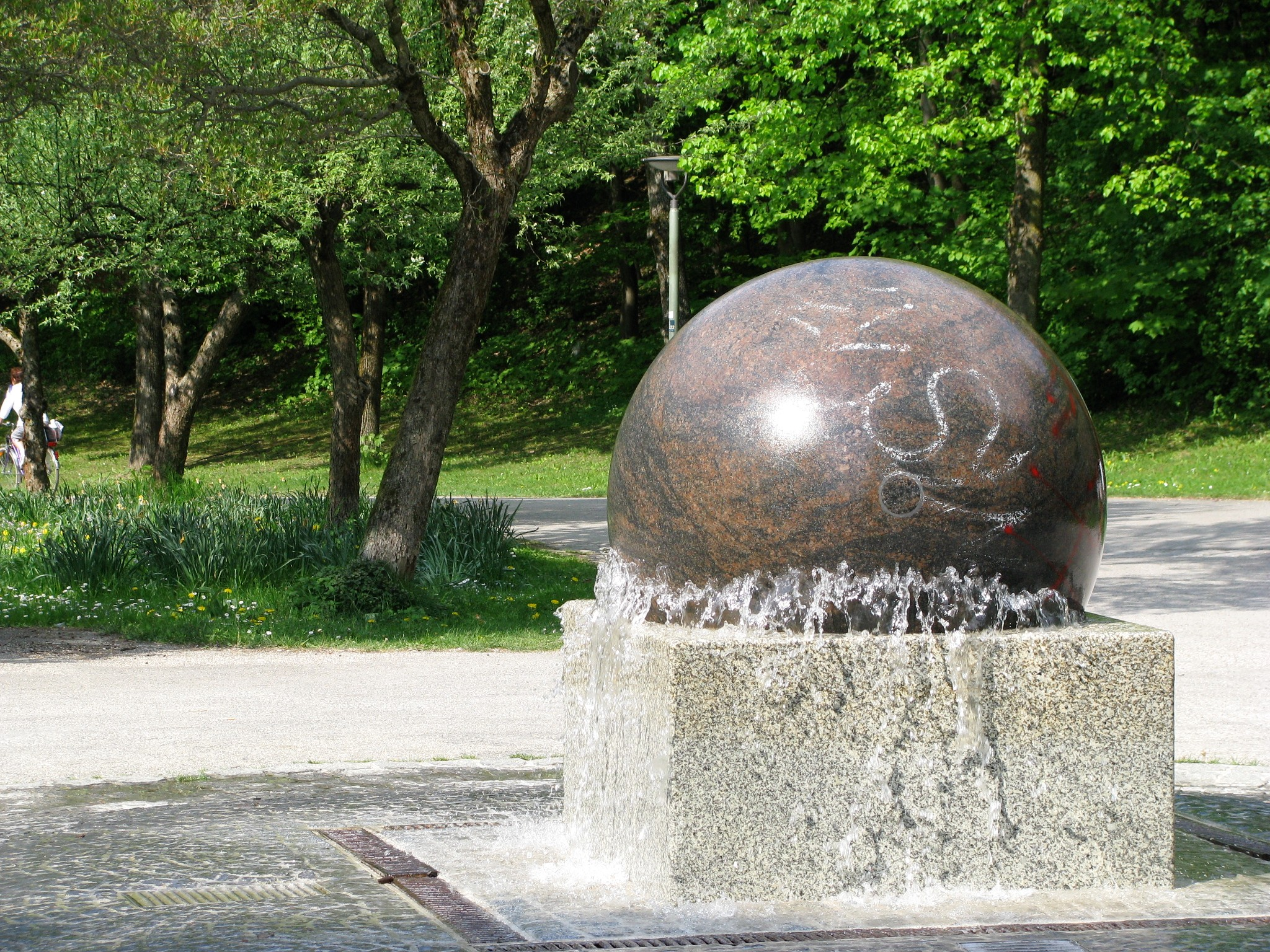
Skulptur Oblio (1983) von Christian Tobin im Westpark (München)

Christian Tobin (geborener Mayer, * 1956 in München) ist ein deutscher bildender Künstler. Er gilt als Erfinder der kinetischen Steinskulptur.

## Leben
Tobin absolvierte zunächst von 1975 bis 1978 eine Bildhauerlehre. Es folgte ein Studium der Bildhauerei an der Akademie der Bildenden Künste München, das er 1984 als Meisterschüler von Leo Kornbrust mit dem Diplom abschloss.
Im Jahr 1981 nahm Tobin am Internationalen Steinbildhauer-Symposion Straße der Skulpturen bei St. Wendel teil.
Seinen ersten Kugelbrunnen schuf Tobin (noch als Christian Mayer) anlässlich der Internationalen Gartenbauausstellung in München 1983.
Tobin formt seine Steine so, dass sie auf einem hauchdünnen Wasserfilm schwimmen. Eine Pumpe presst ständig frisches Wasser in den Spalt zwischen Stein und seinem kalottenförmigen Gegenstück, wodurch sich selbst tonnenschwere Steine von Kinderhand bewegen lassen (Prinzip des hydrostatischen Gleitlagers). Durch eine spezielle Düsentechnik wird erreicht, dass die Steine sich auch „von selbst“ drehen können bzw. schaukeln oder tanzen.
Der Kugelbrunnen im Westpark München war der erste seiner Art weltweit. Der zweite wurde 1979 in Carrara (Piazza D’Armi) von Kenneth Davis geschaffen. Tobins wasserkinetische Skulpturen sind heute im öffentlichen Raum in vielen Ländern Europas, aber auch in den USA, in Korea oder in Japan zu finden.
Den kinetischen Steinskulpturen von Tobin ist zu eigen, dass Menschen, die vorbeigehen, über ihre Funktionsweise und Gestaltung ins Gespräch kommen.
Darüber hinaus zählen besondere Sonnenuhren und leuchtende Steine zum Werk Tobins.
Tobin lebt und arbeitet in Dießen am Ammersee.

## Werke im öffentlichen Raum (Auswahl)
Von Tobin gibt es zahlreiche Arbeiten im öffentlichen Raum, darunter:

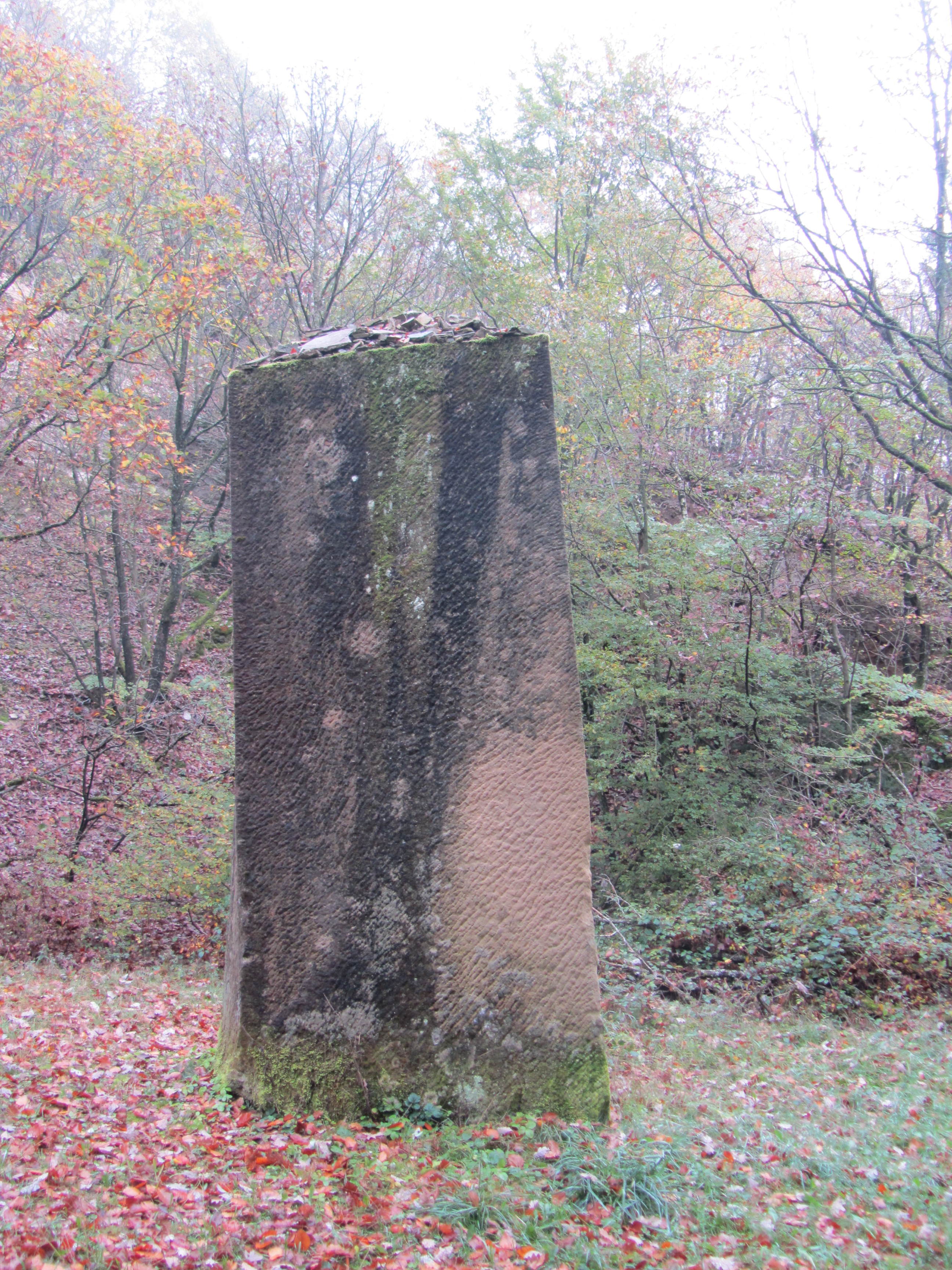
Verkanteter, 1981, gelber Sandstein, Straße der Skulpturen (St. Wendel)

- 1981 Verkanteter, Straße der Skulpturen (St. Wendel)
- 1983 Oblio, Westpark (München)
- 1984 Kugelbrunnen, Zürichhorn Park
- 1985 Kugelbrunnen, Fußgängerzone, Hof; Kugelbrunnen, Mia-Münster-Haus am Zwinger, St. Wendel[1]
- 1988 Kugelbrunnen, Wadgassen[2]
- 1989 Kugelbrunnen, Palmengarten, Frankfurt am Main
- 1995 SiebenStein, Sparkasse Ostallgäu, Füssen
- 1999/2000 Daidaleia (auch: Tanzende Steine), Luisenpark Mannheim
- 2000 Reise zum Mittelpunkt der Erde, Boehringer Center, Ingelheim
- 2002 Day for Night, kinetische Skulptur vor dem Verwaltungsgebäude der Physikinstrumente GmbH, Karlsruhe
- 2003 Little Wing – Hommage an J. Hendrix, kinetische Skulptur vor dem Wellenpark Ocean Wave, Norden-Norddeich
- 2005 Findling, Swiss Life Versicherung, München[3]
- 2004–2006 Im Lauf der Zeit, Bodensonnenuhr, Theaterplatz Aschaffenburg
- 2006 Solaigua, Skulptur für das Dorf Tiurana / Spanien
- 2011 Bach, kinetische Basaltsäule, Musikschule, Weilheim.[4] In die Außenflächen sind die ersten Takte des Kyrie eleison aus der h-Moll-Messe von Johann Sebastian Bach (BWV 232) eingearbeitet.
- 2012 Karagöz ve Hacivat, auch Yüzen Taşlar Heykeli (Schwimmende-Steine-Skulptur), Bursa, Altıparmak Meydanı
- 2013 Findling Schleswig, Stadtwerke Schleswig
- 2016 Los Pilares de la Vida, Haupteingang Parque de las Ciencias, Granada, Spanien
- 2021 Tanzende Steine, Chemnitzer Siedlungsgemeinschaft am Kaßberg. Chemnitz, Deutschland
- 2023 Tanzende Steine,[5] Winterthur, Schweiz